# カートンくん
カートンくんは、2000年9月21日にアイレムソフトウェアエンジニアリングから発売された、プレイステーション用アクションパズル。キャラクターがすべて四角形の箱のような形であることが大きな特徴である。
本作では、画面上から降ってくる四角形のブロックを回転させ、ブロックに描かれている「三角形などの色のついたピース」が隣のブロックのピースと隣り合うように組み合わせ、1つの図形を完成させることで完成した図形のブロックを消すことができる。出来上がった図形は、一定時間が経過すると消えるが、消える前に図形の頂点が隣り合うようにさらに図形を完成させることで、連鎖（トレイン）を発生させることができる。